# Claudio Miranda
Claudio Miranda (Valparaíso, 23 settembre 1964) è un direttore della fotografia cileno naturalizzato statunitense di origini italiane.

## Carriera
Miranda ha lavorato con David Fincher nel 1995 come assistente alla fotografia al film  Seven. Ha ricoperto lo stesso ruolo su The Game e Fight Club, prima di diventare direttore della fotografia della seconda unità per Zodiac. Ha collaborato nuovamente con Fincher nel Il curioso caso di Benjamin Button, film candidato a ben 13 Oscar, tra i quali quello alla migliore fotografia. Grazie a quest'ultimo lavoro, Miranda è stato candidato a una lunga serie di premi tra i quali l'American Society of Cinematographers Award e il BAFTA Award, vincendo nel 2008 il Phoenix Film Critics Society Award. 
Il 25 febbraio 2013 vince il suo primo premio Oscar, per la fotografia di Vita di Pi.

## Filmografia

### Cinema
- A casa con i suoi (Failure to Launch), regia di Tom Dey (2006)
- Il curioso caso di Benjamin Button (The Curious Case of Benjamin Button), regia di David Fincher (2008)
- Tron: Legacy, regia di Joseph Kosinski (2010)
- Vita di Pi (Life of Pi), regia di Ang Lee (2012)
- Oblivion, regia di Joseph Kosinski (2013)
- Tomorrowland - Il mondo di domani (Tomorrowland), regia di Brad Bird (2015)
- Fire Squad - Incubo di fuoco (Only the Brave), regia di Joseph Kosinski (2017)
- Top Gun: Maverick, regia di Joseph Kosinski (2022)
- Spiderhead, regia di Joseph Kosinski (2022)
- Nyad - Oltre l'oceano (Nyad), regia di Jimmy Chin ed Elizabeth Chai Vasarhelyi (2023)
- F1 - Il film (F1: The Movie), regia di Joseph Kosinski (2025)

### Televisione
- The Investigator, regia di Matthew Tabak - film TV (1994)

## Premi e candidature
- Premio Oscar (Oscar)
  - 2009: Nomination - Migliore fotografia per Il curioso caso di Benjamin Button (2008)
  - 2013: Vinto - Migliore fotografia per Vita di Pi (2012)

- American Society of Cinematographers Award, Stati Uniti (ASC Award)
  - 2009: Nomination - Migliore fotografia in un film per Il curioso caso di Benjamin Button (2008)

- BAFTA Awards (BAFTA Film Award)
  - 2009: Nomination - Migliore fotografia per Il curioso caso di Benjamin Button (2008)
  - 2013: Nomination - Migliore fotografia per Vita di Pi (2012)

- Chicago Film Critics Association Awards (CFCA Award)
  - 2008: Nomination - Migliore fotografia per Il curioso caso di Benjamin Button (2008)

- Phoenix Film Critics Society Awards (PFCS Award)
  - 2008: Vinto - Migliore fotografia per Il curioso caso di Benjamin Button (2008)

- Satellite Awards (Satellite Award)
  - 2008: Nomination - Migliore fotografia per Il curioso caso di Benjamin Button (2008)

- Boston Society of Film Critics Awards (BSFC Award)
  - 2012: Nomination - Migliore fotografia per Vita di Pi (2012)

- Critics' Choice Movie Award (BFCA Awards)
  - 2013: Vinto - Migliore fotografia per Vita di Pi (2012)